# 2002년 프랑스 대통령 선거
2002년 프랑스 대통령 선거는 프랑스의 대통령을 선출하기 위해 실시되었다. 2002년 4월 21일에 1차 투표가 실시되었으며 여기서 과반수 이상을 얻은 후보가 나오지 않자 2주 뒤인 2002년 5월 5일에 2차 투표가 실시되었다. 2차 투표에서는 유권자 32,832,295명이 투표에 참여해 투표율 79.7%를 기록하였다.
1995년 대선에서 승리한 자크 시라크는 2년 뒤 치러진 총선에서 리오넬 조스팽이 이끄는 좌파 진영에 패해 조스팽을 총리로 임명해야 했다. 이로써 1986년 총선 이후 3번째 동거 정부가 들어서자 대통령 임기를 5년으로 줄여 의회 임기와 맞추자는 의견이 제기되었다. 이에 좌우 각 진영이 찬성하면서 2000년 대통령 임기를 줄이는 것을 골자로 한 헌법 개정안이 국민 투표를 통과하였다. 한편 시라크와 조스팽이 1995년 대선에 이어 다시 맞붙자 유권자의 관심도가 떨어졌다. 이런 가운데 시라크와 조스팽 모두 의혹이 불거지면서 기성 정치권에 대한 불신이 커진 가운데 극단주의 성향의 후보들이 크게 약진하기 시작하였다. 그렇지만 1차 투표 전 마지막 여론조사에서는 시라크와 조스팽이 모두 2차 투표에 진출한 후 시라크와 조스팽이 초접전을 벌일 것으로 전망되었다.
그러나 1차 투표 결과 극우 성향의 장마리 르 펜이 조스팽을 누르고 결선에 진출하였다. 시라크는 20%, 르 펜은 17%, 조스팽은 16%를 얻었다. 선거 결과에 충격받은 조스팽은 당일 총리직을 포함한 모든 직위에서 물러나는 정계 은퇴를 선언하였다. 한편 2차 투표 기간 전 르 펜 저지 시위에 전국적으로 100만 명이 참여하였다. 2차 투표 결과 시라크가 82%를 얻어 르 펜을 꺾고 승리하였다. 시라크가 얻은 득표율은 1848년 대선에서 루이 나폴레옹이 얻었던 득표율보다 더 높은 수치였다. 선거 후 치러진 총선에서 시라크는 분열되었던 우파 진영을 결합해 대중운동연합을 창당한 후 압승을 거두었다.

## 같이 보기
- 프랑스의 대통령
- 2017년 프랑스 대통령 선거
- 2022년 프랑스 대통령 선거